# Transformers : EarthSpark
Transformers : EarthSpark est une série télévisée d'animation américaine de science-fiction créée par Steven Caple Jr.. Elle est diffusée aux États-Unis sur la plateforme Paramount+ depuis le 11 novembre 2022 ainsi que sur la chaîne Nickelodeon. La série est basée sur la franchise Transformers de Hasbro et Takara.
En France, la série est diffusée depuis le 28 novembre 2022 sur Nickelodeon et depuis le 16 avril 2023 sur Gulli.

## Synopsis
Plusieurs années après la fin de la guerre civile entre les Autobots et les Decepticons, la famille Malto déménage de Philadelphie dans la petite ville de Witwicky, en Pennsylvanie. Là, les jeunes Robby et Mo Malto assistent à la naissance d'une nouvelle sorte de Transformers: Les Terrans, qui se lient aux deux via des cyber-manchons spéciaux sur leurs bras.
Désormais adoptés dans la famille et encadrés par Bumblebee, les Terrans Twitch et Thrash travaillent avec les enfants pour protéger leur nouvelle vie et trouver leur place dans le monde,.

## Personnages principaux

### Terrans
Twitch
Twitch est l'une des premiers Terrans à voir le jour avec Thrash. Au début de la série, elle est énergique, enthousiaste et a toujours tendance à tout prendre pour une compétition, mais avec le temps elle devient plus mature et responsable. Elle est prête à tout pour défendre sa famille. Son mode alternatif est un drone.
Thrash
Thrash est l'une des premiers Terrans à voir le jour avec Twitch. Il a un esprit rebelle et adore s'amuser. Son mode alternatif est une moto side-car.
Hashtag
Hashtag fait partie de la deuxième génération de Terrans nés à la fin de l'épisode 9. C'est une passionnée d'internet qui lâche rarement sa tablette. Son mode alternatif est un fourgon blindé de GHOST.
Jawbreaker
Jawbreaker fait partie de la deuxième génération de Terrans nés à la fin de l'épisode 9. Malgré son apparence, il est très doux, pacifiste et timide, mais est prêt à se battre pour protéger ses proches. Son mode alternatif est un Stygimoloch.
Nightshade
Nightshade fait partie de la deuxième génération de Terrans nés à la fin de l'épisode 9 et est le premier Transformer non-binaire. Nightshade est un Terran calme et posé, souvent perdu dans ses pensées. Il possède également un esprit scientifique, créant toutes sortes d'inventions pour aider sa famille. Son mode alternatif est une chouette.

### Humains
Robby Malto
Ainé de la famille Malto. Forcé de déménager à Witwicky, Robbie vivait assez mal cette situation, mais sa rencontre avec les Terrans va tout changer. Il est très proche de sa petite sœur.
Morgan "Mo" Malto
Cadette de la famille Malto. Mo est une petite fille énergique et positive, elle est très proche de son frère et a tout fait pour lui remonter le moral à la suite du déménagement.
Dorothy "Dot" Malto
Ancienne militaire qui a participé à la grande guerre aux côtés des Autobots, dans laquelle elle y a laissé une jambe. Elle est devenue garde forestière à Witwicky en pensant démarrer une nouvelle vie, mais elle découvre vite que c'était une stratégie de G.H.O.S.T. pour la garder près de leur QG. Elle est très proche de Mégatron, et l'a aidé à ouvrir les yeux sur ce qu'il était devenu.
Alex Malto
Professeur d'histoire et énorme fan de l'Autobot Bumblebee. Alex aime profondément sa famille et est très à cheval sur les traditions familiales.
G.H.O.S.T.
Organisation humaine chargée de maintenir la paix entre humains et cybertroniens, notamment en capturant les Décepticons en fuite. Cependant, leurs intentions ne sont pas complètement sincères.
Dr. Meridian / Mandroid
Antagoniste principal de la saison 1. Le Dr. Méridian est un scientifique humain qui a perdu son bras lors de la grande guerre entre Autobots et Décepticons. Il voue depuis une haine envers les cybertroniens et souhaite débarrasser son monde de ces derniers.

### Autobots
Optimus Prime
Leader des Autobots. Après la fin de la guerre, il s'est associé avec G.H.O.S.T. pour traquer les Décepticons fugitifs et garantir la paix entre humains et cybertroniens. Cependant, il ne leur fait pas complètement confiance, désapprouvant notamment leur façon de traiter leurs prisonniers. Découvrant l'existence des Terrans, il fait tout pour que G.H.O.S.T. ne les découvre pas. Son mode alternatif est un semi-remorque rouge et bleu.
Bumblebee
Éclaireur Autobot déclaré mort après la guerre, il vit en réalité caché aux yeux du monde. Il est appelé par Optimus pour superviser l'entrainement des Terrans, ce qui ne l'enchante pas au début. Il finit petit à petit par s'attacher à eux et à devenir un membre de leur famille. Son mode alternatif est une voiture de sport jaune.
Mégatron
Ancien leader des Décepticons, aujourd'hui repenti. Il travaille avec Optimus au maintien de la paix, bien qu'il n'approuve pas la façon dont G.H.O.S.T. traite ses anciens soldats. Il est très proche de Dorothy Malto, cette dernière lui ayant permis d'ouvrir les yeux sur ce qu'il était devenu durant la guerre. Son mode alternatif est un tiltrotor, un avion à rotors basculants.
Elita-1
Commandante en second des Autobots. Elita ne refuse jamais un combat, surtout contre un fugitif Decepticon et s'entraîne durant son temps libre. Son mode véhicule est un SUV tout terrain.
Wheeljack
Scientifique des Autobots. Il construit bon nombre d'inventions qui ne fonctionnent pas toujours très bien, voire qui explosent. Il est également passionné par chaque nouvelle chose qu'il trouve. Étant le créateur du drône qui sert de mode véhicule à Twitch, cette dernière le considère comme son deuxième père, l'appelant "Papa 2".
Arcee
Guerrière Autobot très proche de Bumblebee. C'est une combattante énergique et qui n'hésite pas à dire ce qu'elle pense. Son mode véhicule est une muscle car.
Grimlock
Guerrier Autobot se changeant en Tyrannosaurus Rex. Il a été envoyé en mission d'infiltration pour enquêter sur des combats de robots, mais il fut capturé et contrôlé par Mandroid. Bien que libéré, il souffre toujours des effets, allant jusqu'à perdre le contrôle de lui-même.

## Distribution

### Voix originales[6]
- Sydney Mikayla : Robby Malto
- Zion Broadnax : Morgan "Mo" Malto
- Kathreen Khavari : Twitch Malto
- Zeno Robinson : Thrash Malto
- Danny Pudi : Bumblebee
- Benni Latham : Dorothy "Dot" Malto
- Jon Jon Briones : Alex Malto
- Alan Tudyk : Optimus Prime
- Rory McCann : Megatron
- Cissy Jones : Elita-1 et V.A.L.
- Clancy Brown : Quintus Prime
- Diedrich Bader : Dr Meridian / Mandroid
- Nolan North : Swindle et Hardtop
- Stephanie Lemelin : Hashtag
- Cyrus Arnold : Jawbreaker
- Z Infante : Nightshade
- Daran Norris : M. Smelt
- Michael T. Downey : Wheeljack
- Kari Wahlgren : agent exécutif Croft
- Marc Evan Jackson : Agent Schloder
- Sean Kenin Reyes : Soundwave
- Tiana Camacho : Frenzy
- Jake Green : Laserbeak
- Nicole Dubuc  : Skywarp et Nova Storm
- Martha Marion : Arcee
- Alfie Allen : Tarantulas
- Troy Baker : Shockwave
- Keith David : Grimlock
- Steven Blum : Starscream
- Flea : Aftermath
- Weird Al Yankovic : Cosmos
- Zelda Williams : Spitfire
- Richard Ayoade : Fairmaestro
- Claudia Black : Terratronus
- Eric Bauza : Prowl

### Voix françaises
- Cécile Gatto : Robby Malto
- Clara Soares : Mo Malto
- Thomas Sagols : Thrash
- Karine Foviau : Twitch
- Aurélie Konaté : Dot Malto
- Pascal Nowak : Alex Malto
- François Berland : Optimus Prime
- Julien Kramer : Megatron
- Alexis Tomassian : Bumblebee
- Aurore Bonjour : Elita-1
- Julien Allouf : Swindle
- Laurent Gris : Hardtop
- Jean-Pierre Michaël : Agent Schloder
- Charlotte Marin : Agent Croft
- Serge Faliu : Dr Meridian / Homme-droïde
- Isabelle Rougerie : Nova Storm
- Laëtitia Godès : Skywarp
- Benjamin Bollen : Nightshade
- Jade Jonot : Hashtag
- Philippe Llado : Jawbreaker
- Denis Maréchal : Breakdown (voix principale)
- Marie Giraudon : Arcee (saison 1)
- Morgane Miller : Arcee (saison 2)
- Fabien Jacquelin : M.Smelt
- Fabrice Josso : Wheeljack
- Alexis Victor : Tarantulas
- Augustin Jacob : Soundwave (saison 1) et Quintus Prime
- Isabelle Desplantes : Frenzy
- Sylvain Agaësse : Shockwave
- Benjamin Wangermée : Starscream
- Franck Sportis : Laserbeak
- Valentin Merlet : Grimlock
- Arthur Pestel : Blitzwave, Breakdown (voix de remplacement)
- Bernard Alane : Aftermath
- Pascal Sellem : Cosmos
- Yannick Lassère : Soundwave (saison 2)
- Marjorie Frantz : Spitfire
- Benoît Du Pac : Fairmaestro
- Olivia Nicosia : V.A.L.
- Cyrielle Clair : Terratronus
- Gilles Morvan : Prowl

Version française :
- Société de doublage : Deluxe Media Paris
- Direction artistique : Julien Kramer
- Adaptation des dialogues : Laurence Salva et Nathalie Castellani

## Épisodes

### Première saison (2022-2023)
1. L’héritage secret : Partie 1 (Secret Legacy, Part 1)
2. L’héritage secret : Partie 2 (Secret Legacy, Part 2)
3. Aller de l'avant (Moo-ving In)
4. Le respect des règles (House Rules)
5. Secret défense (Classified)
6. Les traditions (Traditions)
7. La famille et les amis (Friends and Family)
8. Le leurre (Decoy)
9. Les temps de l'évolution (Age of Evolution)
10. Les temps de l'évolution (Age of Evolution)
11. Hashtag : Oups (Hashtag: Oops)
12. Scènes coupées (Outtakes)
13. Connexion impossible (Missed Connection)
14. Protocoles de sécurité (Security Protocols)
15. Le cadeau idéal (Bear Necessities)
16. Zone de guerre (Warzone)
17. Chez soi : Partie 1 (Home, Part 1)
18. Chez soi : Partie 2 (Home, Part 2)
19. Duel de dinosaures (A Stygi Situation)
20. Désarmé (Disarmed)
21. La menace souterraine (What Dwells Within)
22. L'heure du Prime (Prime Time)
23. La mission de Bumblebee (Stowed Away, Stowaways)
24. La bataille de Witwicky (The Battle of Witwicky)
25. Le dernier espoir : Partie 1 (The Last Hope, Part 1)
26. Le dernier espoir : Partie 2 (The Last Hope, Part 2)[7]

### Deuxième saison (2024)
1. Aftermath (Aftermath)
2. Les ruines (In Ruins)
3. Ctrl Alt Suppr (Control Alt Delete)
4. L'effet papillon (The Butterfly Effect)
5. Ensemble (Togetherness)
6. Spitfire (Spitfire)
7. Faux semblant (The Imposters)
8. L'histoire de Witwicky : 1ère partie (Witwicky: Part 1)
9. L'histoire de Witwicky : 2ème partie (Witwicky: Part 2)
10. La remorque disparue (Dude Where's My Trailer)

### Troisième saison (2025)
1. Vive la lecture (The Need for Read)
2. Attaque au cinéma (Attack of the Drive-In Movie)
3. La grande évasion (The Great Escape)
4. On n'abandonne pas un soldat (No Soldier Left Behind)
5. Le chaud et le froid (Fire and Ice)
6. La vérité est proche (The Truth Is Out There)
7. Le jugement dernier : 1ère partie (Judgment Day part 1)
8. Le jugement dernier : 2ème partie (Judgment Day part 2)

## Production

### Fiche technique
Sauf indication contraire, les informations mentionnées dans cette section peuvent être confirmées par la base de données cinématographiques IMDb,  présente dans la section « Liens externes ».
- Titre original : Transformers: EarthSpark
- Titre français : Transformers : EarthSpark
- Création : Glen Murakami,  Steven Caple Jr.
- Réalisation : Dale Malinowski, Ant Ward, Nicole Dubuc
- Scénario : Nicole Dubuc, Dale Malinowski, Isabel Galupo
- Musique : Crush Effect
- Direction artistique : Angelo Vilar
- Casting : Lorena Gallego
- Production : Nicole Dubuc, Dale Malinowski, Ant Ward, Ciro Nieli
- Sociétés de production : Hasbro, Nickelodeon Animation Studio
- Sociétés de distribution : Entertainment One
- Pays de production :  États-Unis
- Langue originale : anglais
- Genre :  Aventure, science fiction, drame
- Nombre de saison : 1
- Nombre d'épisode : 26
- Durée : 22 minutes
- Dates de première diffusion :
  - États-Unis : 11 novembre 2022
  - France : 28 novembre 2022
- Classification : jeunesse

### Développement
Début 2021, Hasbro a annoncé deux séries animées basées sur la marque Transformers . La première était une série basée sur la ligne pour Netflix, et l'autre était une série alors sans titre qui devait être diffusée sur Nickelodeon en 2022. Le titre officiel de la série, Transformers: EarthSpark, a été révélé en février 2022 avec une fenêtre de sortie fixée à l'automne de cette année.
Le 1er février 2023, la série est renouvelée pour une deuxième saison.
Le 25 OCTOBRE 2024, la série est renouvelée pour une troisième saison .
La troisième saison est diffusée à partir du 11 janvier 2025 sur Nickelodeon France.

### Diffusion internationale
Le 24 mars 2022, il a été annoncé que la série ferait ses débuts sur le service de streaming Paramount+ dans la plupart des pays notamment en Europe à partir de novembre 2022.
La série est diffusée dans plus de 102 pays à l'échelle internationale principalement sur Nickelodeon et Paramount+.
- États-Unis : depuis le 11 novembre 2022
- Canada : depuis le 11 novembre 2022
- France : depuis le 21 novembre 2022
- Australie : depuis le 30 novembre 2022
- Pologne : depuis le 15 juin 2023

 Afrique du Sud : depuis le 15 juin 2023 
- Belgique : depuis  2023
- Brésil : depuis 2023
- Équateur : depuis 2023
- Égypte : depuis 2023
- Allemagne : depuis 2023
- Chine : depuis 2023
- Inde : depuis 2023
- Israël : depuis 2023
- Italie : depuis 2023
- Japon : depuis 2023
- Mexique : depuis 2023
- Pays-Bas : depuis 2023
- Pérou : depuis 2023
- Philippines : depuis 2023
- Singapour : depuis 2023
- Espagne : depuis 2023
- Suède : depuis 2023
- Suisse : depuis 2023
- Taïwan : depuis 2023
- Thaïlande : depuis 2023
- Royaume-Uni : depuis 2023